# Kevin Earley
Kevin Earley ist ein US-amerikanischer Sänger und Theaterschauspieler.

## Leben
Kevin Earley begann seine Theaterkarriere im Alter von 4 Jahren, damals spielte er an der Seite seiner Mutter (Dyanne Earley) und seiner drei älteren Brüdern. Das Theaterstück trug den Namen "Mamas Boys". Später besuchte er das Webster Conservatorium in St. Louis, an welchem er seinen Abschluss machte. Am Webster Conservatorium lernt er auch Julie Ann Emery kennen, welche dieses zur gleichen Zeit, wie er, besuchte. Später heirateten die beiden und Leben nun gemeinsam in Los Angeles, Kalifornien. Kevin Earley spielte in zwei Broadwayproduktionen mit, womit er sich einen Namen in der Szene machte. Danach wechselte er in die Theaterszene von Los Angeles. 2005 kam sein erstes eigenes Album Earley Standards heraus.

## Wirken

### Broadway
- 1998 Les Misérables
- 2003–2004 Thoroughly Modern Millie

### Regionale Theater
- 2006 City of Angels
- 2006 It Came From Beyond
- 2007 Can-Can
- 2007 Sleeping Beauty Wakes

## Auszeichnungen
- 1996 Joseph Jefferson Award
- 2002 LA Drama Critics Circle
- 2002 B. Iden Payne Award